# Max Schaldach
Max Gustav Julius Schaldach (* 19. Juli 1936 in Berlin; † 5. Mai 2001 nahe Nürnberg) war ein deutscher Physiker und Unternehmer, der sich mit Medizintechnik befasste und Hochschullehrer an der Friedrich-Alexander-Universität Erlangen-Nürnberg war. Er war Gründer der Firma Biotronik und brachte mit dieser 1963 den ersten Herzschrittmacher in Deutschland auf den Markt, fünf Jahre nach der Erstimplantation eines Herzschrittmachers in Schweden.

## Leben
Schaldach studierte 1959 bis zum Diplom 1964 Physik an der TU Berlin (als Heinrich-Hertz-Stipendiat), an der Heinrich Gobrecht einer seiner Lehrer war. Er wurde dort 1966 promoviert (Dr. Ing., Dissertation: Untersuchung der Oberflächeneigenschaften von Germanium-Einkristallen durch schnelle Impedanzmessungen), habilitierte sich 1968 (Habilitationsschrift: Potential- und Ladungsträgerverteilung im Festkörper-Elektrolyt-Kontakt) und wurde 1969 Professor für Experimentalphysik. 1970 wurde er ordentlicher Professor für physikalisch-medizinische Technik an der Universität Erlangen und geschäftsführender Direktor des 1971 mit Unterstützung der Stiftung Volkswagenwerk gegründeten Zentralinstituts für biomedizinische Technik in Erlangen. 2001 verunglückte er tödlich beim Absturz seines Geschäftsflugzeugs nahe Nürnberg. Beim Absturz wenige Minuten nach dem Start vom Nürnberger Flughafen saß Schaldach selbst am Steuer. Der sehr steile Anstieg des Flugzeugs nach dem Start war ungewöhnlich, eine Absturzursache konnte aber nicht festgestellt werden (weder nach einer Obduktion von Schaldach noch fand sich ein technischer Defekt an seinem Flugzeug, einer Piper-Cheyenne) und die Ermittlungen wurden ergebnislos eingestellt.
Er wurde außerdem 1992 Professor an der Universität São José do Rio Preto (Medizinische Fakultät) und 1993 Professor für Biophysik an der Lomonossow-Universität. 1989 erhielt er das Bundesverdienstkreuz am Bande. Er war Mitglied der Russischen Akademie der Naturwissenschaften, Ehrenmitglied der Deutschen Gesellschaft für Biomedizinische Technik (DGBMT, seit 1994, von 1987 bis 1989 war er deren Vorsitzender) und Ehrendoktor der Medizinischen Akademie Kaunas, der Lomonossow-Universität und der Russischen Medizinischen Akademie Sankt Petersburg.
Er gründete neben Biotronik noch andere Technologieunternehmen, die neben Medizintechnik in Festkörperphysik, Materialwissenschaften, Mikroelektronik und Elektrochemie des Festkörpers aktiv waren. Von ihm stammen über 1500 wissenschaftliche Veröffentlichungen und er hielt über 100 Patente.
Er war verheiratet und hatte zwei Söhne und eine Tochter. Sein gleichnamiger Sohn Max Schaldach jr. übernahm die Firmenleitung nach seinem Tod. Er war ein passionierter und erfahrener Pilot.
Der Schaldachweg in Erlangen-Büchenbach ist nach ihm benannt. Er gründete 2000 die Max Schaldach Stiftung. Eine 2003 eingerichtete Stiftungsprofessur für Biomedizinische Technik in Erlangen ist nach ihm benannt.

## Schriften
- Electrotherapy of the heart, Springer 1992